# علاجيم أنفية
علاجيم أنفية (الاسم العلمي: Rhinophrynidae)، فصيلة ضفادع تحتوي على جنس واحد موجود (حي)، علجوم أنفي أحادي الطراز، وعدد من الأجناس الأحفورية. وتعرف الفصيلة باسم علاجيم الجحر المكسيكية أو ببساطة علاجيم الجحر.
توجد في أمريكا الوسطى شمالًا من كوستاريكا إلى المكسيك وتكساس. الاكتشافات الأحفورية للعلاجيم الأنفية تأتي من المكسيك والولايات المتحدة وكندا. ويتغذى العلجوم الأنفي على النمل الأبيض.